# 楊廷鑑
楊廷鑑（1603年—1665年），字冰如，號靖山，直隸常州府武進縣人。明朝末科狀元，歷仕李自成、南明及清廷。

## 生平
幼习勤苦，早年師從孙慎行、张玮，崇禎三年（1630年）庚午科應天鄉試舉人，崇禎十六年（1643年）癸未科狀元，是明朝最後一位狀元，与吕宫是“僚婿状元”，授翰林院修撰。崇祯十七年（1644年）三月，李自成攻占北京，杨廷鉴化妝外逃被識破，遂投降起义军。任弘文館編修。李自成兵败，杨廷鉴又投奔南明。
弘光朝廷滅亡後回鄉，洪承畴推荐杨廷鉴为官，廷鉴是武进人，順治帝见到家乡在武进的大臣，都要问杨先生最近病得如何，什么时候能好，欲请杨出山为官。隨後出仕清朝，任江南省松江府儒学教授。順治十七年（1661年）常州大旱，杨廷鉴提议知府设立粥厂多处，“自城迄乡凡70里，救活灾民不可胜计”。康熙四年（1665年）正月二十八日卒。

## 著作
著有《東皋草堂集》20卷、《群書通解》等。

## 家族
曾祖楊言。祖父楊守德。父楊謨，庠生、鄉賓。
- 子：楊大鯤，順治十六年進士，官至山東按察使。
  - 孫：楊士徽，大鯤子，康熙三十九年進士，官翰林院編修。
  - 孫：楊玉，大鯤子，監生，官山西河津縣知縣。
    - 曾孫女一，士徽女，適康熙五十一年進士官至吏部尚書協辦大學士劉於義子、廕生官至四川布政使劉益。
    - 曾孫女二，士徽女，適康熙二十一年進士官至四川川東道董佩笈孫、歲貢生官山西忻州知州董仲子、監生官陝西郃陽縣典史董策。
    - 曾孫女三，玉女，適乾隆二年進士官至安徽寧國府知府莊經畬。

- 子：楊大鶴，康熙十八年進士，官至左春坊左諭德。
  - 孫：楊椿，大鶴第三子，康熙五十七年進士，清朝史學家。
    - 曾孙：杨述曾，椿子，乾隆七年榜眼，官至翰林院侍读学士。